# 대구광역시도시철도건설본부
대구광역시 도시철도건설본부(大邱廣域市 都市鐵道建設本部)는 대구광역시 내의 도시 철도 건설에 관한 사무를 관장하기 위해 대구광역시청 산하에 설치된 사업소이다.
본부장은 지방부이사관으로 보한다.

## 역사
- 1989년 9월 1일 지하철기획단 발족
- 1991년 4월 1일 지하철건설본부로 확대 개편
- 2007년 7월 30일 도시철도건설본부로 기관명칭 변경

## 주요 사업

### 시행 완료
- 1998년 5월 2일 도시철도 1호선
- 2012년 9월 19일 도시철도 2호선
- 2015년 4월 23일 도시철도 3호선

### 시행중
- 대구 도시철도 1호선 하양 연장 (2019년 ~ 2022년)